# Feast (Annihilator)
Feast è il quattordicesimo album della thrash metal band canadese Annihilator, pubblicato il 23 agosto 2013.

## Tracce
1. Deadlock – 4:25 (testo: Dave Padden – musica: Jeff Waters)
2. No Way Out – 5:19 (Jeff Waters)
3. Smear Campaign – 4:26 (Jeff Waters)
4. No Surrender – 5:37 (Jeff Waters)
5. Wrapped – 3:47 (testo: Danko Jones – musica: Jeff Waters)
6. Perfect Angel Eyes – 4:28 (Jeff Waters)
7. Demon Code – 6:22 (Jeff Waters)
8. Fight The World – 6:54 (Jeff Waters)
9. One Falls, Two Rise – 8:34 (Jeff Waters)

Disco bonus
La versione ECO-book contiene un CD bonus, a sua volta contenente i remasters dei 15 brani più conosciuti degli Annihilator.

## Tracce bonus
1. Fun Palace (da Never, Neverland) – 5:37
2. Alison Hell (da Alice in Hell) – 5:09
3. King Of The Kill (da King of the Kill) – 3:15
4. Never, Neverland (da Never, Neverland) – 5:23
5. Set The World On Fire (da Set the World on Fire) – 4:25
6. W.T.Y.D. (da Alice in Hell) – 4:10
7. No Zone (da Set the World on Fire) – 2:50
8. Bloodbath (da Criteria for a Black Widow) – 5:25
9. 21 (da King of the Kill) – 4:24
10. Stonewall (da Never, Neverland) – 4:51
11. Ultra Motion (da Waking the Fury) – 5:07
12. Time Bomb (da Carnival Diablos) – 4:33
13. Refresh The Demon (da Refresh the Demon) – 5:29
14. World Salad (da Alice in Hell) – 5:46
15. Brain Dance (da Set the World on Fire) – 4:51

## Formazione
- Jeff Waters - chitarra, seconda voce
- Dave Padden - voce/seconda voce, chitarra elettrica
- Mike Harshaw - batteria
- Alberto Campuzano - basso
- Danko Jones - voce in "Wrapped"